# Feix (matemàtiques)
En matemàtiques, un feix és una eina per l'estudi sistemàtic d'unes certes dades (com poden ser conjunts, grups abelians, anells) lligats a conjunts oberts i definits localment respecte ells. Per e xemple, per un conjunt obert, les dades poden ser l'anell de les funcions contínues definides en el conjunt obert. Aquestes dades es comporten bé en el sentit que es poden restringir a conjunts oberts més petits, i també en el fet que les dades assignades a un conjunt obert són equivalents a totes les col·leccions de dades compatibles assignades a col·leccions de conjunts oberts més petits que cobreixin el conjunt obert original.
Els feixos s'entenen conceptualment com objectes generals i abstractes. La seva definició formal és més aviat tècnica. Es defineixen específicament com a feixos de conjunts o feixos d'anells, per exemple, en funció del tipus de dades que assignin a conjunts oberts.
També hi ha funcions (o morfismes) d'un feix a un altre; els feixos (d'un tipus específic, per exemple els feixos de grups abelians) amb els seus morfismes en un espai topològic fixe formen una categoria. D'altra banda, per a cada funció contínua hi ha associat tant un functor d'imatge directa, que pren feixos i els seus morfismes del domini a feixos i els seus morfismes al codomini, i un functor d'imatge inversa que opera en la direcció inversa. Aquests functors, i certes variants seves, són parts essencials de la teoria de feixos.
Atesa la seva naturalesa i versatilitat generals, els feixos tenen diverses aplicacions en topologia i especialment en geometria algebraica i diferencial. En primer lloc, es poden expressar les estructures geomètriques com ara les varietats diferenciables o un esquema en termes d'un feix d'anells a l'espai. En aquestes contextos, s'especifiquen diverses construccions geomètriques, com ara fibrats vectorials o divisors, en termes de feixos. En segon lloc, els feixos proporcionen el marc per una teoria cohomològica molt general, que engloba també les teories cohomològiques topològiques "habituals" com ara la cohomologia singular. Especialment en geometria algebraica i en la teoria de varietats complexes, la cohomologia de feixos proporciona un vincle potent entre propietats topològiques i geomètriques dels espais. Els feixos també proporcionen una base per a la teoria de D-mòduls, que tenen aplicacions en la teoria d'equacions diferencials. A més, les generalitzacions dels feixos a contextos més generals que espais topològics, com ara en topologies de Grothendieck, han tingut aplicacions en lògica matemàtica i en teoria de nombres.

## Definicions i exemples
En moltes branques matemàtiques, es poden localitzar o restringir diverses estructures definides en un espai topològic {\displaystyle X} (per exemple, una varietat diferenciable) a subconjunts oberts {\displaystyle U\subset X}: els exemples típics inclouen les funcions contínues de valors reals o de valors complexos, les funcions {\displaystyle n} vegades diferenciables (ja siguin reals o complexes), les funcions fitades de valors reals, els camps vectorials, i les seccions de qualsevol fibrat vectorial a l'espai. L'habilitat de retringir les dades a subconjunts oberts més petits dona lloc al concepte dels prefeixos.

### Prefeixos
Sigui {\displaystyle X} un espai topològic. Un prefeix de conjunts {\displaystyle F} en {\displaystyle X} consisteix en la següent informació:
- Per cada conjunt obert {\displaystyle U} de {\displaystyle X}, un conjunt {\displaystyle F(U)}. Aquest conjunt és també denotat com {\displaystyle \Gamma (U,F)}. Els elements en aquest conjunt s'anomenen les seccions de {\displaystyle F} sobre {\displaystyle U}. Les seccions de {\displaystyle F} sobre {\displaystyle X} es diuen les seccions globals de {\displaystyle F}.
- Per cada inclusió de conjunts oberts {\displaystyle V\subseteq U}, una funció {\displaystyle \operatorname {res} _{V,U}\colon F(U)\rightarrow F(V)}. Com es veu en molts dels exemples que segueixen, els morfismes {\displaystyle {\text{res}}_{V,U}} s'anomenen morfismes de restricció. Si {\displaystyle s\in F(U)}, llavors la seva restricció {\displaystyle {\text{res}}_{V,U}(s)} s'anota com {\displaystyle s|_{V}} per analogia a les restriccions de les funcions.

Els morfismes de restricció han de satisfer dues propietats addicionals (functorials):
- Per tot conjunt obert {\displaystyle U} de {\displaystyle X}, el morfisme de restricció {\displaystyle \operatorname {res} _{U,U}\colon F(U)\rightarrow F(U)} és el morfisme identitat en {\displaystyle F(U)}.
- Si es tenen tres conjunts oberts {\displaystyle W\subseteq V\subseteq U}, llavors la funció composta {\displaystyle {\text{res}}_{W,V}\circ {\text{res}}_{V,U}={\text{res}}_{W,U}}

Informalment, el segon axioma afirma que no importa si es restringeix a W en un pas o si primer es restringeix a V i després a W. Una reformulació functorial concisa d'aquesta definició serà donada més endavant.
Molts exemples de prefeixos provenen de diferents classes de funcions: per qualsevol {\displaystyle U}, es pot assignar el conjunt {\displaystyle C^{0}(U)} de les funcions contínues reals en {\displaystyle U}. Els mapes de restricció consisteixen simplement en la restricció d'una funció contínua en {\displaystyle U} a un subconjunt obert més petit {\displaystyle V}, que és alhora una funció contínua. Els dos axiomes dels prefeixos es comproven immediatament i, per tant, es tracta d'un exemple de prefeix. Això es pot estendre a un feix de funcions holomòrfiques {\displaystyle {\mathcal {H}}(-)} i a un feix de funcions infinitament diferenciables {\displaystyle C^{\infty }(-)}.
Una altra classe habitual d'exemples consisteix a assignar a {\displaystyle U} el conjunt de funcions reals constants en U. Aquest prefeix és anomenat prefeix constant associat a {\displaystyle \mathbb {R} } i es denota {\displaystyle {\underline {\mathbb {R} }}^{psh}}.

### Feixos
Donat un prefeix, una pregunta que sorgeix de manera natural és fins a quin punt les seves seccions sobre un conjunt obert {\displaystyle U} són especificades per les restriccions a conjunts oberts més petits {\displaystyle U_{i}} d'un recobriment obert {\displaystyle {\mathcal {U}}=\{U_{i}\}_{i\in I}} de {\displaystyle U}. Un feix és un prefeix que satisfà els següents dos axiomes:
1. (Localitat) Si {\displaystyle {\mathcal {U}}} és un recobriment obert d'un conjunt obert {\displaystyle U}, i si {\displaystyle s,t\in F(U)} tenen la propietat {\displaystyle s|_{U_{i}}=t|_{U_{i}}} per tot conjunt {\displaystyle U_{i}} del recobriment, llavors {\displaystyle s=t}; i
2. Si {\displaystyle {\mathcal {U}}} és un recobriment obert d'un conjunt obert {\displaystyle U}, i si per cada {\displaystyle i\in I} es dona una secció {\displaystyle s_{i}\in F(U_{i})} tal que per tot parell {\displaystyle U_{i},U_{j}} dels conjunts que recobreixen les restriccions de {\displaystyle s_{i}} i {\displaystyle s_{j}} coincideixen en les superposicions, és a dir {\displaystyle s_{i}|_{U_{i}\cap U_{j}}=s_{j}|_{U_{i}\cap U_{j}}}, llavors hi ha una secció {\displaystyle s\in F(U)} tal que {\displaystyle s|_{U_{i}}=s_{i}} per cada {\displaystyle i\in I}.

La secció {\displaystyle s}, l'existència de la qual és garantida per l'axioma 2, s'anomena gluing, concatenació, o col·lació de les seccions si. A partir de l'axioma 1, se sap que és única. Les seccions {\displaystyle s_{i}} que satisfan la condició de l'axioma 2 s'anomenen de vegades compatibles; per tant els axiomes 1 i 2 afirmen, conjuntament que les seccions compatibles poden ser concatenades conjuntament de manera única. Un prefeix separat , i monoprefeix, és un prefeix que satisfà l'axioma 1.
El prefeix que consisteix en les funcions contínues, que s'ha mencionat més amunt, és un feix. Aquesta afirmació prové simplement de la comprovació que, donades les funcions contínues {\displaystyle f_{i}:U_{i}\to \mathbf {R} } que comparteixen superposicions {\displaystyle U_{i}\cap U_{j}}, hi ha una funció contínua única {\displaystyle f:U\to \mathbf {R} } la restricció de la qual és igual a {\displaystyle f_{i}}. En canvi, el prefeix constant normalment no és un feix: si {\displaystyle U=U_{1}\sqcup U_{2}} és la unió disjunta de dos subconjunts oberts, i {\displaystyle f_{1},f_{2}} prenen valors diferents, llavors no hi ha cap funció constant en U la restricció de la qual sigui igual a aquestes dues funcions constants (que són diferents).
Els prefeixos i els feixos són denotat, normalment, amb lletres majúscules: F és la lletra més comuna, segurament provinent de la paraula francesa faisceau, que significa feix. També és habitual l'ús de lletres cal·ligràfiques com ara {\displaystyle {\mathcal {F}}}.
Es pot demostrar que, per especificar un feix, només calgui especificar la seva restricció als conjunts oberts d'una base per a la topologia de l'espai subjacent. A més, també es pot demostrar que només cal verificar els axiomes dels feixos de més amunt en els conjunts oberts del recobriment. S'utilitza aquesta observació per construir un altre exemple que és crucial en la geometria algebraica, els feixos quasi-coherents. Aquí, l'espai topològic en qüestió és l'espectre de l'anell commutatiu R, els punts del qual són els ideals primers p en R. Els conjunts oberts {\displaystyle D_{f}:=\{p\subset R,f\notin p\}} formen una base per a la topologia de Zariski en aquest espai. Donat M, un mòdul-R, hi ha un feix, denotat com {\displaystyle {\tilde {M}}} al Spec R, que satisfà
{\displaystyle {\tilde {M}}(D_{f}):=M[1/f],} la localització de M a f.

### Més exemples

#### Feix de seccions d'una funció contínua
Qualsevol funció contínua {\displaystyle f:Y\to X} d'espais topològics determina un feix {\displaystyle \Gamma (Y/X)} en {\displaystyle X} si s'estableix que
{\displaystyle \Gamma (Y/X)(U)=\{s:U\to Y,f\circ s=\operatorname {id} _{U}\}.}
S'anomena normalment secció de {\displaystyle f} a qualsevol {\displaystyle s} que compleixi aquesta condició, i aquest exemple és la raó per la qual s'anomenen generalment seccions als elements en {\displaystyle F(U)}. Aquesta construcció és especialment important quan {\displaystyle f} és la projecció d'un fibrat en l'espai de la seva base. Per exemple, els feixos de funcions diferenciables són les seccions del fibrat trivial. Un altre exemple és el feix de seccions de
{\displaystyle \mathbf {C} {\stackrel {\exp }{\to }}\mathbf {C} \setminus \{0\}}
és el feix que assigna a cada {\displaystyle U} el conjunt de branques del logaritme complex en {\displaystyle U}.
Donat un punt x i un grup abelià S, el feix gratacel Sx es defineix com: Sigui U un conjunt obert que conté x, llavors Sx(U) = S. Si U no conté x, llavors Sx(U) = 0, el grup trivial. Els mapes de restricció són o bé la identitat en S, si tots els conjunts oberts contenen x, o bé el mapa zero.

#### Feixos en varietats
En una varietat n-dimensional que pertany a Ck (és a dir, k vegades diferenciable) M, hi ha una sèrie de feixos importants, com ara el feix funcions j vegades contínuament diferenciables {\displaystyle {\mathcal {O}}_{M}^{j}} (amb j ≤ k). Les seves seccions en algun U obert són les funcions Cj U → R. Per j = k, aquest feix s'anomena feix estructura i es denota com {\displaystyle {\mathcal {O}}_{M}}. Les funcions Ck no iguals a zero formen un feix, denotat {\displaystyle {\mathcal {O}}_{X}^{\times }}. Les formes diferencials (de grau p) també formen un feix ΩpM. En tots aquest exemples, els morfismes de restricció venen donats per funcions o formes de restricció.
L'assignació que envia U a les funcions de domini compacte en U no és un feix, ja que no hi ha, en general, cap manera de preservar aquesta propietat passant a un subconjunt més petit. En canvi, es tracta d'un cofeix, un concepte dual en què els mapes de restricció van en la direcció contrària que en els feixos. Tanmateix, si es pren el dual d'aquests espais vectorials s'obté un feix, el feix de les distribucions.

#### Prefeixos que no són feixos
A part dels prefeixos constants que han estat mencionats més amunt, que normalment no són feixos, hi ha encara més exemples de prefeixos que no són feixos
- Sigui {\displaystyle X} l'espai topològic de dos punts {\displaystyle \{x,y\}} amb topografia discreta. Defineixi's el prefeix {\displaystyle F} com: F(∅) = {∅}, F({x}) = R, F({y}) = R, F({x, y}) = R × R × R. La funció de restricció F({x, y}) → F({x}) és la projecció de R × R × R en la seva primera coordenada, i la funció de restricció F({x, y}) → F({y}) és la projecció de R × R × R en la seva segona coordenada. {\displaystyle F} és un prefeix que no és disconnex: una secció global ve determinada per tres nombres, però els valors d'aquesta secció sobre {x} i {y} determinen només dos d'aquests nombres. Així doncs, tot i que es poden enganxar dues seccions qualssevol sobre {x} i {y}, no es poden enganxar de manera única.
- Sigui {\displaystyle X=\mathbb {R} } la recta real, i sigui {\displaystyle F(U)} el conjunt de funció contínues fitades en {\displaystyle U}. Això no és un feix ja que no sempre es pot enganxar. Per exemple, sigui Ui el conjunt de totes les x tals que |x| < i. La funció identitat f(x) = x és fitada en cada Ui. Per tant, s'obté una secció si en Ui. No obstant això, aquestes seccions no s'enganxen, ja que la funció f no és fitada en la recta real. Per tant, F és un prefeix, però no un feix. De fet, F és disconnex perquè és un sub-prefeix del feix de les funcions contínues.

### Feixos d'espais analítics complexos i de geometria algebraica
Una de les motivacions històriques del feixos prové de l'estudi de les varietats complexes, de la geometria analítica complexa, i de la teoria d'esquemes dins de la geometria algebraica. Això és degut al fet que en els camps mencionats, es considera un espai topològic {\displaystyle X} juntament amb un feix d'estructura {\displaystyle {\mathcal {O}}} que li dona l'estructura d'una verietat complexa, d'un espai analític complex, o d'un esquema. Aquesta perspectiva d'equipar un espai topològic amb un feix és essencial en la teoria d'espais localment anellats (locally ringed spaces, en anglès).

#### Reptes tècnics amb varietats complexes
Una de les principals motivacions històriques per introduir els feixos va ser la de construir una eina que tingués en compte les funcions holomorfes en varietats complexes. Per exemple, en una varietat complexa compacta {\displaystyle X} (com ara l'espai projectiu complex), les úniques funcions holomòrfiques
{\displaystyle f:X\to \mathbb {C} }
són les funcions constants. Això vol dir que podrien existir dos varietats complexes compactes {\displaystyle X,X'} que no són isomòrfiques, però que no obstant això llur anell de funcions holomorfes globals, denotat com {\displaystyle {\mathcal {H}}(X),{\mathcal {H}}(X')}, és isomorf. Això contrasta amb les varietat diferenciables en què cada varietat {\displaystyle M} pot ser incrustada en algun {\displaystyle \mathbb {R} ^{N}}, ja que el seu anell de funcions diferenciables {\displaystyle C^{\infty }(M)} prové de retringir les funcions diferenciables de {\displaystyle C^{\infty }(\mathbb {R} ^{N})}. Una altra complexitat quan es considera l'anell de funcions holomorfes en una varietat complexa {\displaystyle X} és donat un conjunt obert suficientment petit {\displaystyle U\subset X}, les funcions holomorfes seran isomorfes a {\displaystyle {\mathcal {H}}(U)\cong {\mathcal {H}}(\mathbb {C} ^{n})}. Els feixos són una eina directa per treballar amb aquesta complexitat ja que permeten seguir l'estructura holomorfa en l'espai topològic subjacent de {\displaystyle X} en subconjunts oberts arbitraris {\displaystyle U\subset X}. Això significa que a mesura que {\displaystyle U} es torna topològicament més complex, es pot expressar l'anell {\displaystyle {\mathcal {H}}(U)} com el gluing de {\displaystyle {\mathcal {H}}(U_{i})}. Noti's que, de vegades, aquest feix és denotat com {\displaystyle {\mathcal {O}}(-)} o simplement {\displaystyle {\mathcal {O}}}, o fins i tot {\displaystyle {\mathcal {O}}_{X}} quan el que es vol és emfasitzar l'espai amb què el feix d'estructura està associat.

#### Rastrejar subvarietats amb feixos
Es pot construir un altre exemple típic de feixos considerant una subvarietat complexa {\displaystyle Y\hookrightarrow X}. Hi ha un feix associat {\displaystyle {\mathcal {O}}_{Y}} que pren un subconjunt obert {\displaystyle U\subset X} i dona l'anell de funcions holomòrfiques en {\displaystyle U\cap Y}. Aquest tipus de formalisme va resultar ser extremadament útil i motiva en gran manera l'estudi de temes dins de l'àlgebra homològica com és el cas de la cohomologia de feixos ja que es pot construir una teoria d'intersecció a partir d'aquest tipus de feixos usant la fórmula d'intersecció de Serre.